# České Zlatníky (odbočka)
České Zlatníky jsou odbočka, která se nachází v km 42,255 dvoukolejné trati Ústí nad Labem hlavní nádraží – Chomutov, která je v úseku České Zlatníky – Bílina trojkolejná,
a v km 234,980 jednokolejné trati České Zlatníky – Obrnice – Žatec. Nachází se v části Želenice obce Želenice, u vesnice České Zlatníky, která je místní částí Obrnic.

## Popis odbočky
Ve směru od Bíliny vedou do odbočky tři traťové koleje (č. 1, 0 a 2), v odbočce pak se pak odděluje jedna traťová (prostřední) směrem na Obrnice, krajní koleje vedou jako pokračování dvoukolejné trati do Mostu. Odbočka je ovládána výpravčím místně z dopravní kanceláře. Přímo do odbočky je napojena vlečka Keramost Obrnice. Odbočka je vybavena reléovém zabezpečovacím zařízením, kterým je ovládáno mj. 14 výhybek s elektromotorickým přestavníkem (z toho dvě na vlečce). Na roky 2023-2024 je plánována modernizace tratě Bílina (včetně) – Most (mimo), v rámci které dojde i k modernizaci odbočky, mj. dojde k odstranění jedná traťové koleje mezi Bílinou a Českými Zlatníky, takže tento úsek bude již jen dvoukolejný.